# Lothar Köhler (Sportfunktionär)
Lothar Köhler (* 17. November 1925 in Sachsenberg-Georgenthal; † 25. Mai 2008 in Klingenthal) war ein deutscher Lehrer und Sportfunktionär. Er war von 1950 bis 1990 Kreisschulrat in Klingenthal und von 1974 bis 1990 Präsident des Deutschen Skiläufer-Verbandes (DSLV) der DDR.

## Leben
Lothar Köhler besuchte nach Abschluss der Volksschule die Lehrerbildungsanstalt (LBA) in Zschopau. Er wurde 1943 zum Arbeitsdienst und noch im selben Jahr zum Kriegsdienst in der Wehrmacht eingezogen. Von 1944 bis 1948 befand er sich in amerikanischer und in englischer Kriegsgefangenschaft. Nach seiner Rückkehr bewarb er sich für das Schulamt, legte 1952 die Lehrerprüfung und 1955 das Staatsexamen ab; im selben Jahr wurde er als Schulrat berufen.
Bei der Gründung des Deutschen Skiläufer-Verbandes (DSLV) der DDR im Oktober 1958 wurde er Mitglied des Präsidiums und Vizepräsident des Verbandes. Er war Mitglied des Trainerrates und bis 1963 Vorsitzender der Jugendkommission des DSLV. Köhler wurde schließlich Kreisschulrat und war ab 1965 Abgeordneter des Kreistages Klingenthal. In den Jahren 1967 bis 1970 absolvierte er ein Fern- und Direktstudium an der Humboldt-Universität zu Berlin mit dem akademischen Grad Diplompädagoge und promovierte 1972 zum Dr. rer. pol.
Von April 1974 bis 1990 fungierte er als Präsident des DSLV. Gleichzeitig war er Mitglied des Bundesvorstandes des Deutschen Turn- und Sportbundes (DTSB) und Mitglied des Exekutivkomitees für die Nordische Kombination des Internationalen Skiverbandes (FIS); später Ehrenmitglied des Komitees für die Nordische Kombination der FIS. Am 28. Juni 1974 wurde er auch als ordentliches Mitglied des Nationalen Olympischen Komitees der DDR bestätigt.  Dem Wintersport war Lothar Köhler auch in seinem Heimatort Klingenthal eng verbunden. Besonders sei hier das Internationale Damenskirennen erwähnt, welches seit 1965 in Mühlleithen später auch als Weltcup der FIS stattfand und dessen Entwicklung er wesentlich beeinflusste.
Im Jahr 1994 verfasste er die Chronik "Die Nordische Kombination von 1879-1993", welche durch den Internationalen Ski-Verband, Komitee für Nordische Kombination und dem Deutschen Skiverband herausgegeben wurde.
Lothar Köhler lebte zuletzt in Klingenthal. Er starb im Alter von 82 Jahren.